# Destinacijski menadžment
Destinacijska menadžment kompanija ( DMK ) je profesionalno uslužno poduzeće koje raspolaže opsežnim znanjem o (geografskom) području u kojem posluje, stručnošću i drugim sredstvima, specijalizirano za osmišljavanje i provedbu događanja, aktivnosti, tura, prijevoza i programsku logistiku
Vrlo je malo organizacija za upravljanje destinacijama. Menadžment podrazumijeva kontrolu a rijetko koja turistička organizacija ima kontrolu nad resursima odredišta kao u slučaju razvoja odmarališta Rotorua od strane vlade Novog Zelanda u prvoj polovici 20. stoljeća.Većina ovih subjekata smatra se odredišnim marketinškim organizacijama Vidi
DMK pruža usluge na tlu temeljem lokalnog znanja o njihovim odredištima. Te usluge mogu biti prijevoz, hotelski smještaj, restorani, aktivnosti, izleti, konferencijske dvorane,tematska događanja, svečane večere i logistika, sastanci, insentivi kao i pomoć za prevladavanje jezičnih barijera. Djelujući kao konzorciji za kupnju, DMK-ovi mogu osigurati povlaštene cijene na temelju kupovne moći koju imaju sa svojim stalnim ili preferiranim dobavljačima.